# Technomyrmex modiglianii
Technomyrmex modiglianii é uma espécie de formiga do gênero Technomyrmex.